# 丹妮兹·盖姆泽·厄古文
丹妮兹·蓋姆澤·厄古文（土耳其語：Deniz Gamze Ergüven，發音：[dɛniz gamzɛ ɛɾgy'vɛn]，1978年6月4日—）是一位土耳其裔法國女導演、編劇及演員，其2015年導演處女作《少女離家日記》獲奧斯卡最佳外語片提名。

## 早年經歷
厄古文於1978年6月4日出生於土耳其首都安卡拉，1980年代移居法國並接受教育，并於2008年從法國國立高等職業影音學院費米斯畢業。

## 職業經歷
厄古文導演處女作《少女離家日記》入選2015年坎城影展導演雙周單元，獲得歐羅巴電影院綫品牌獎（Europa Cinemas Label），並代表法國角逐第88届奧斯卡金像獎最佳外語片，同時亦獲金球獎最佳外語片提名。
2016年5月，厄古文宣佈其下一部電影。影片於2017年9月13日在多倫多國際影展舉行全球首映，反響欠佳。

## 個人生活
厄古文在拍攝《少女離家日記》時已有孕在身，後於2015年2月11日誕下一子。

## 外部連結
- 丹妮兹·盖姆泽·厄古文在互联网电影资料库（IMDb）上的資料（英文）